# Mehmet Ali Talat
Mehmet Ali Talat, né le 6 juillet 1952 à Kyrenia, est un homme d'État nord-chypriote, président de la république turque de Chypre du Nord de 2005 à 2010.
Dirigeant du Parti républicain turc (Cumhuriyetçi Türk Partisi, centre-gauche), Mehmet Ali Tlat est un partisan de la réunification de l'île de Chypre sous la forme d'une fédération.
Nommé premier ministre par le dirigeant Rauf Raif Denktaş le 13 janvier 2004 jusqu'au 20 février 2005, son parti et lui sortent renforcés du référendum du 24 avril 2004 au cours duquel les électeurs chypriotes turcs et les colons turcs ont accepté un plan de réunification soumis par le secrétaire général des Nations unies Kofi Annan.
Alors que son parti a déjà remporté les élections législatives en février 2005, il est élu au suffrage universel représentant de la RTCN le 17 avril 2005, et prête serment le 24 avril suivant.
Après cinq années de mandat, il est battu lors du scrutin du 18 avril 2010 où il n'obtient que 42,9 % des voix. Premier ministre depuis mai 2009, Derviş Eroğlu remporte l'élection avec 50,4 des voix et prête serment le 23 avril.